# Mothakapalli, Bangarapet
Mothakapalli là một làng thuộc tehsil Bangarapet, huyện Kolar, bang Karnataka, Ấn Độ.